# Шевцов, Владимир Константинович
Владимир Константинович Шевцов (род. 26 мая 1936 года) — генерал-майор ВС СССР, начальник Саратовского высшего военного инженерного училища химической защиты в 1981—1991 годах, атаман Терского казачьего войска, казачий генерал.

## Биография
Родился 26 мая 1936 года в станице Прохладная (ныне город Прохладный, Кабардино-Балкария). Потомственный казак. Окончил среднюю школу, в 1954—1957 годах учился в Саратовском училище химических войск, по его окончании получил звание лейтенанта. Службу проходил на должностях командира взвода, отдельной роты, 5-го отдельного батальона химической защиты 9-й армии ЛВО. Позже был назначен начальником учебного центра Военной академии химической защиты (посёлок Фролищи Горьковской области).
12 марта 1976 года Шевцов был назначен командиром испытательного полка в посёлке Шиханы Саратовской области, а в августе 1979 года в звании полковника назначен заместителем начальника Саратовского высшего военного инженерного училища химической защиты. В декабре 1981 года назначен начальником училища: за время работы занимался строительством учебных площадок всех военных и военно-специальных кафедр, а также благоустройством территории. В 1983 году училище было награждено Почётной грамотой областного Совета народных депутатов (награждалось также в 1985 и 1986 годах), а в 1984 году постановлением Совета министров СССР Шевцов был произведён в генерал-майоры. В том же году в штате училища открылась кафедра радиационной безопасности (в штат включён инженерный факультет радиационной безопасности), а само училище награждено Красным знаменем областного Совета как лучшее среди военно-учебных заведений Саратовского гарнизона.
В запасе с ноября 1991 года, после ухода в отставку занялся возрождением казачьего движения. В 1992 году вернулся в Прохладный и был избран казаками атаманом Терско-Малкинского казачьего округа. В октябре 1995 года избран атаманом Терского казачьего войска на Большом круге в Новопавловске, должность занимал до 27 мая 2000 года. В 1995 году с терскими казаками предпринял попытку освобождения захваченных в Кизляре заложников, однако местная милиция отказалась выдавать автоматы казакам для боя против террористов; сам Шевцов уверял, что на месте командования попытался бы распылить усыпляющий газ над позициями боевиков, чтобы попытаться спасти заложников и взять террористов живыми. Учредил так называемый «ермоловский батальон» — 694-й батальон 135-й мотострелковой бригады 58-й армии СКВО, который в составе вооружённых сил Российской Федерации участвовал в Первой чеченской войне.
4 января 1999 года Указом Президента Российской Федерации от 4 января 1999 года № 3 «О присвоении высшего казачьего чина атаманам войсковых казачьих обществ» Шевцову было присвоено звание генерал-майора казачьих войск (казачьего генерала). В настоящее время занимает должность почётного атамана Терского казачьего войска и занимается работой по возрождению казачьих традиций и военно-патриотическим воспитанием молодёжи. 

## Награды
- орден «За службу Родине в Вооружённых Силах СССР» III степени[1]
- медаль «В ознаменование 100-летия со дня рождения Владимира Ильича Ленина»[1]
- медаль «За отвагу на пожаре»[1]
- медаль «За безупречную службу» I, II и III степеней[1]
- другие медали